# Milbitz (Königsee)
Milbitz ist ein Ortsteil der Stadt Königsee im Landkreis Saalfeld-Rudolstadt in Thüringen.

## Geographie
Der Ort liegt am Nordrand des Thüringer Waldes in einer Höhe zwischen 305 und 350 m über NN. Der Ort ist ein Straßendorf entlang der Straße nach Stadtilm.

## Geschichte
Das Dorf war im Besitz des Klosters Paulinzella und wurde 1196–1210 erstmals urkundlich erwähnt.
Ein Milbitzer Johann V. Schmidt war ab 1528 bis zur Aufhebung des Klosters Paulinzella der 27. und somit letzte Abt. Bis 1918 gehörte der Ort zur Oberherrschaft des Fürstentums Schwarzburg-Rudolstadt.

## Kirche
St. Nikolaus (Milbitz)